# Settore 5 (Bucarest)
Il Settore 5 (in romeno Sectorul 5) è uno dei sei settori in cui è suddivisa la città di Bucarest, in Romania.

## Quartieri
- 13 Septembrie
- Cotroceni
- Ferentari
- Ghencea
- Giurgiului
- Odăi
- Rahova
- Sălaj

## Politica
Dal 2020 fino a maggio 2022, il sindaco del settore è stato Cristian Popescu Piedone, membro del Partito Social Liberale Umanista (PUSL) ed ex sindaco del Settore 4. È stato eletto nel 2020 per un mandato di quattro anni, sconfiggendo il sindaco in carica Daniel Florea, che era sindaco dal 2016. Nel maggio 2022, il vicesindaco Mircea Nicolaidis ha assunto la carica di sindaco ad interim del Settore 5. Nel giugno 2023 venne rilasciato e tornò nel suo ufficio poiché non era mai stato rimosso da questa posizione.
Il Consiglio locale del Settore 5 ha 27 seggi, con la seguente composizione dei partiti (a partire dal 2020):
|  | Partito | Seggi | Consiglio attuale | Consiglio attuale | Consiglio attuale | Consiglio attuale | Consiglio attuale | Consiglio attuale | Consiglio attuale | Consiglio attuale | Consiglio attuale | Consiglio attuale |
|  | ------- | ----- | ----------------- | ----------------- | ----------------- | ----------------- | ----------------- | ----------------- | ----------------- | ----------------- | ----------------- | ----------------- |
|  | PSD     | 10    |                   |                   |                   |                   |                   |                   |                   |                   |                   |                   |
|  | PNL     | 6     |                   |                   |                   |                   |                   |                   |                   |                   |                   |                   |
|  | USR     | 5     |                   |                   |                   |                   |                   |                   |                   |                   |                   |                   |
|  | PUSL    | 4     |                   |                   |                   |                   |                   |                   |                   |                   |                   |                   |
|  | PMP     | 2     |                   |                   |                   |                   |                   |                   |                   |                   |                   |                   |